# Habří
Habří (deutsch Habern) ist eine Gemeinde in Tschechien. Sie liegt elf Kilometer südwestlich von České Budějovice in Südböhmen und gehört zum Okres České Budějovice.

## Geographie

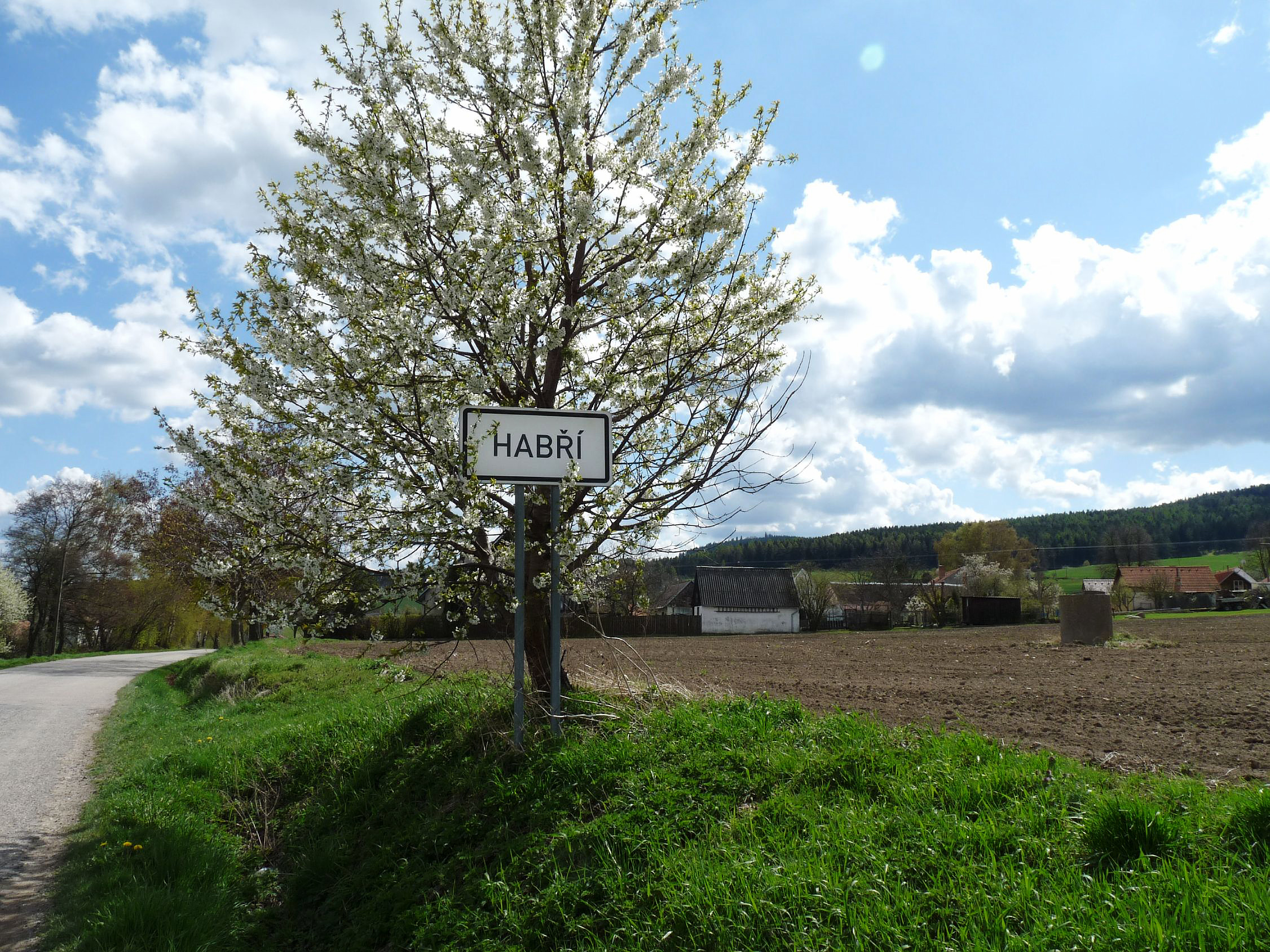
Ortsansicht

Habří befindet sich am nordöstlichen Abfall des Blanský les zum Budweiser Becken. Südlich erhebt sich der Kluk (740 m), im Südwesten der Haberský vrch (718 m) und der Švelhán (721 m), westlich die Střední hora (718 m) und Skalka (687 m) sowie im Nordwesten der Čihadlo (519 m). Gegen Nordosten liegen die Teiche Panin rybník, Starý haberský rybník, Žabinec und Haberský mlýnský rybník. Östlich fließt der Dehtářský potok.
Nachbarorte sind Dolní Vít, U Fajtalů, Kvítkovice, U Pufrů, im Norden, Bedlan, U Zedníků und Dubné im Nordosten, Lipí im Osten, Závraty, Hradce und U Konopí im Südosten, Adámek, Povišer, Ludvík, Vobr, Slavče und Bohouškovice im Süden, Cihlář, Horní Vít, Lesák, Stupná, Vinná und Chmelná im Südwesten, Myslivna, U Víta und Nová Ves im Westen sowie Háječky, U Beneda, Holašovice und Jankov im Nordwesten.

## Geschichte
Die erste schriftliche Erwähnung von Habers erfolgte im Jahre 1264 in einer auf der königlichen Burg Písek ausgefertigten Urkunde über einen Gütertausch zwischen König Ottokar II. Přemysl und Stir de Wetkowitz (Stýr z Kvítkovic), der dem König das Dorf Bohdanitz (Bohdanice) im Austausch gegen Habers und Wesec (Horní Vesce) überließ. Der Name des Ortes leitet sich von der Hagebuche (böhmisch Habrzettl bzw. Habr) ab. Im Jahre 1381 wurde das Dorf erneut als Teil des Gutes Wesec erwähnt. Zu Beginn des 15. Jahrhunderts entstand inmitten des Ortes eine Feste, deren Bauherren wahrscheinlich die Raubik von Hlawatetz (Roubíkové z Hlavatec) waren. Im Jahre 1443 ist Jan Raubik als Besitzer von Habří und Dubné nachweislich, der ein Gefolgsmann des Raubritters Jan Smil von Krems war. Ihm folgte sein Sohn Ulrich Raubik, der auch das Prädikat von Haber gebrauchte. Zu Beginn des 16. Jahrhunderts gehörten Habří und Dubné zunächst gemeinschaftlich den Brüdern Nikolaus, Ctibor und Ulrich Raubik. Bei der Güterteilung von 1523 erhielt Nikolaus eine Hälfte der Feste und des Hofes einschließlich der Untertanen in Dubné, Slavče, Branišov und Kvítkovice. Die andere Hälfte der Feste und des Hofes erhielt Katharina von Sudoměř für den minderjährigen Ulrich Raubik. Die Feste und der Hof Dubné einschließlich einiger Untertanen in Dubné fielen Ctibor zu. Seit 1543 war der Ritter Ogir von Protivec Besitzer eines Teils von Habří, er verkaufte 1550 die Hälfte des Gutes und Hofes für 1050 Meißnische Schock an Wenzel Straboch von Pensdorf. Dessen gleichnamiger Sohn veräußerte den Besitz 1581 für 1750 Schock Böhmische Groschen an Wilhelm von Rosenberg. Der andere Anteil gehörte zu dieser Zeit Christoph Kalchrayter (Kryštof Kolichreitar z Kolichreitu), der 1589 ohne Nachkommen verstarb und von Lew Kalchrayter auf Pořic beerbt wurde. Zu Beginn des 17. Jahrhunderts vereinte Melchior Kalchrayter beide Hälften des Gutes einschließlich der zugehörigen Dörfer Habří, Kvítkovice und Slavče. Als Teilnehmer am Ständeaufstand von 1618 wurde der Protestant Kalchrayter nach der Schlacht am Weißen Berg 1622 mit dem Verlust seiner Güter bestraft. Diese wurden zunächst dem Budweiser Bürger Nikolaus Schanz von Einsenpichl als Pfand zugesichert, dem jedoch 1623 vom kaiserlichen Hofe der Verzicht auf seine Ansprüche zugunsten des Klosters Hohenfurth angetragen wurde. Am 23. Mai 1623 verkaufte der kaiserliche Hof die Kalchrayterschen Güter Habern und Zweiendorf (Svébohy) mit dem Hof Wolbram (Volbram) bei Gratzen für 15.000 Schock Meißnische Groschen an den Hohenfurther Abt Gandolf Scheidinger. Auf Anordnung Kaiser Ferdinands II. wurde 1633 die diesbezügliche Eintragung in der Landtafel von 1627 wieder gelöscht und Zweiendorf und Wolbram aus dem klösterlichen Besitz ausgetragen. Die Hohenfurther Zisterzienser vereinten die neuerworbenen Güter Sedlo, Stradov, Habří und Čakovec mit ihrem Gut Komařice zum Stiftsgut Komařice. 1644 ließ der Abt Georg Wendschuh an einer angeblich wundertätigen Quelle im Wald westlich des Dorfes eine dem hl. Veit geweihte Wallfahrtskapelle erbauen. Die berní rula von 1654 weist Skorunka Lynhardt als Besitzerin des Gehöftes mit der ehemaligen Feste aus. Später erwarb die Familie Pröll von Platenschlag den Hof. Im Jahre 1840 bestand das Gut Habřj aus dem gleichnamigen Dorf mit 32 verstreuten Häusern und 312 Einwohnern, wobei 13 Häuser der Herrschaft Krumau untertänig waren. Im Ort bestanden die ruinöse Feste, die als altes Gebäude ohne Dach mit Wohnungen im unteren Geschoss beschrieben wurde, sowie einem Brauhaus, Jägerhaus, der Einschicht Samek, vier Häusern von Lipí und der verfallenen Viti-Kapelle bei Gutwasser. Bis zur Mitte des 19. Jahrhunderts blieb das Gut Habří immer Teil des Stiftsgutes Komařice.
Nach der Aufhebung der Patrimonialherrschaften bildete Habřj
eine Gemeinde in der Bezirkshauptmannschaft Budějovice/Budweis. In der Gemeinde lebten im Jahre 1914 281 Personen, davon waren 270 Tschechen. Die Güter befanden sich bis 1918 im Besitz des Klosters Hohenfurth. Mit Beginn des Jahres 1961 wurde Habří nach Lipí eingemeindet. Seit dem 24. November 1990 bildet Habří wieder eine eigene Gemeinde.

## Gemeindegliederung
Für die Gemeinde Habří sind keine Ortsteile ausgewiesen. Zu Habří gehören die Einschichten Bedlan, Cihlář, Dolní Vít, Háječky (Gutwasser), Horní Vít, Ludvík, Myslivna, Na Kotlovéch, U Pufrů, U Fajtalů, U Víta und Vobr.

## Bevölkerungsentwicklung
| Jahr      | 1869 | 1880 | 1890 | 1900 | 1910 | 1921 | 1930 | 1950 | 1961 | 1970 | 1980 | 1991 | 2001 | 2011 | 2021 |
| --------- | ---- | ---- | ---- | ---- | ---- | ---- | ---- | ---- | ---- | ---- | ---- | ---- | ---- | ---- | ---- |
| Einwohner | 301  | 356  | 336  | 280  | 281  | 261  | 237  | 182  | 178  | 136  | 109  | 93   | 84   | 99   | 110  |

## Sehenswürdigkeiten
- Ruine der St. Veitkirche in Háječky, der Bau der Wallfahrtskirche begann am 22. August 1644 auf Veranlassung des Hohenfurther Abtes Franz Wendschuh im spätgotischen Stil an einem wundertätigen Brunnen im Wald westlich von Habří. Nach ihrer Aufhebung am 1. Mai 1787 im Zuge der Josephinischen Reformen wurde ein Teil der Ausstattung in die Kirche von Boršov verbracht und das Bauwerk dem Verfall preisgegeben. Am 13. Juli 1861 brach das Gewölbe des Schiffes zusammen. Im Jahre diente die Ruine als Steinbruch für den Bau des Forsthauses. Die erhaltene Südwand mit drei gotischen Fensterbögen wurde 1994 gesichert.
- Kapelle St. Viti vor der Kirchenruine, errichtet 1884–1890 mit Unterstützung des Abtes Leopold Wackarž
- Reste der Feste Habří, das bis ins 15. Jahrhundert datierbare Gemäuer aus der Zeit der Spätgotik und Renaissance ist heute Teil des Gehöftes
- Kapelle des hl. Johannes von Nepomuk auf dem Dorfplatz vor dem Gemeindeamt, der neoromanische Bau entstand 1867
- Kapelle der hl. Dreifaltigkeit in Cihlář, erbaut 1890
- Mehrere Gehöfte im südböhmischen Bauernbarock